# Armstrong Whitworth Albemarle
Pour les articles homonymes, voir Armstrong, Whitworth et Albemarle.
L'Armstrong Whitworth A.W.41 Albemarle est un avion militaire britannique de la Seconde Guerre mondiale. Mis en chantier comme bombardier moyen par Bristol et développé par Armstrong Whitworth, ce bimoteur servit en fait d’avion de transport pour des missions spéciales.

## Origine et développement

### Bristol 155
Émise par l’Air Ministry en 1938, la spécification P.9/38 portait sur un bombardier moyen bimoteur construit essentiellement en tubes d’acier soudés supportant une structure en bois, procédé devant permettre d’économiser des matériaux stratégiques mais aussi de produire de nombreux sous-ensembles en faisant appel à des industriels sans expérience aéronautique spéciale. Bristol répondit en proposant un appareil embarquant 6 hommes d’équipage, dont un mitrailleur dorsal (tourelle quadruple) et un mitrailleur ventral (tourelle double). Il apparut rapidement qu’Armstrong Whitworth disposait d’une capacité industrielle inutilisée et le développement de l’appareil fut donc transféré au bureau d’études dirigé par John Lloyd.

### Armstrong Whitworth A.W.41
L’Air Ministry ayant modifié son cahier des charges pour faire du futur bimoteur un bombardier de reconnaissance, et John Lloyd ayant modifié le projet Bristol pour en faire un quadriplace capable de transporter 680 kg de bombes sur 3 200 km à une vitesse de croisière de 402 km/h et 1 525 m d’altitude, une nouvelle spécification fut établie avec la désignation B.18/38. Finalement, le futur bombardier se présentait comme un monoplan à aile médiane cantilever de construction mixte. Avec un empennage bi-dérive et un train d’atterrissage tricycle escamotable à commande hydraulique, l’Albemarle avait de faux airs de B-25 Mitchell et fut le premier avion de construction britannique disposant d’un train tricycle (roulette avant) à entrer en service dans la Royal Air Force.
Une première commande portant sur 200 appareils, soit 2 prototypes à produire par Armstrong Whitworth et 198 appareils de série devant être assemblés à Brockworth, près de Gloucester, par A.W. Hawksley Ltd, fut passée dès 1939. Deux marchés supplémentaires devaient porter la commande à 880 bimoteurs (dont 200 destinés à l’URSS), 278 exemplaires étant par la suite annulés.
Le premier des deux prototypes construits par Armstrong Whitworth prit l’air le 20 mars 1940 à Hamble, avec une voilure affichant une envergure de 20,44 m et des moteurs Bristol Hercules XI de 1 590 ch. Il se révéla immédiatement trop lourd, essentiellement en raison de son mode de construction et le centre d’essais de Boscombe Down se montra très critique envers le bimoteur : performances insuffisantes, particulièrement en charge, efficacité médiocre des gouvernes sur un seul moteur, manque d’efficacité du frein de roue avant, manque de confort pour l’équipage, avec en particulier une totale inefficacité du chauffage en arrière du longeron de voilure, difficultés à charger les bombes.
Le premier prototype fut détruit sur accident avant l’achèvement du second qui prit l’air le 20 avril 1941 avec une voilure portée à 23,47 m. Malgré les difficultés à mettre en place la production, impliquant quelque 1 000 sous-traitants sans expérience aéronautique, les premiers exemplaires de série sortirent d’usine en octobre 1941 avec une voilure de 23,47 m d’envergure, une tourelle dorsale quadruple Boulton-Paul et la possibilité de monter une tourelle ventrale double.
Au moment où les premiers appareils arrivèrent en unités, en décembre 1941, il avait été décidé de limiter l’usage de cet avion aux missions de transport de parachutistes (Albemarle ST) avec un aménagement pour 10 hommes armés, ou de remorquage de planeurs (Albemarle GT). Les essais dans ce sens avaient montré une nette tendance des moteurs à la surchauffe, problème qui ne fut jamais résolu malgré de nombreux essais d’amélioration de la ventilation des cylindres.

## Production
602 appareils furent construits an total, soit 2 prototypes et 600 appareils de série. La production cessa en décembre 1944.

## Versions
- Albemarle I : Bombardier moyen, 4 mitrailleuses Browning de 7,7 mm en tourelle dorsale, possibilité de tourelle double ventrale, réservoirs de carburant en voilure et fuselage central. 32 exemplaires seulement achevés selon ce standard, et ultérieurement convertis en appareils de transport.
- Albemarle ST. Mk I : Transport de troupe, conservant les lance-bombes, mais avec suppression de la tourelle ventrale et des réservoirs de fuselage. La tourelle dorsale était replacée par 2 Vickers K (en) en jumelage manuel Rose protégé par une verrière coulissante, une porte ce chargement cargo faisait son apparition à droite du fuselage et une trappe de largage de parachutistes était percée dans le plancher à l’arrière du fuselage. Un crochet de remorquage de planeurs Malcolm apparaissait à l’arrière du fuselage. On distingue trois modèles (Séries 1, 2, et 3), ne se différenciant que par des détails d’équipement.
- Albemarle GT. Mk I : Remorqueur de planeur, 2 modèles (Séries 2 et 3).
- Albemarle ST. Mk II : Similaire au ST. Mk I mais modification d’équipements et avec tourelle dorsale, 99 exemplaires construits.
- Albemarle GT. Mk II : Version de remorquage de planeur du précédent, sans tourelle dorsale. 1 seul exemplaire achevé.
- Albemarle ST. Mk IV : Seule version non équipée d’un moteur Bristol Hercules XI, mais d’un Wright R-2600-A5B Double Cyclone. Un prototype débuta ses essais le 12 décembre 1942, puis un appareil de série fut modifié, tous deux avec tourelle dorsale. Malgré la puissance supérieure du moteur ce modèle avait un plafond inférieur les bâti-moteurs, trop rigides, étaient sujets à rupture, ce qui entraîna l’abandon rapide de cette motorisation.
- Albemarle ST.Mk V : 50 appareils similaires aux ST. Mk II mais avec système de délestage du carburant modifié.
- Albemarle ST.Mk VI : Dernière version Special Transport, 133 exemplaires construits (Séries 1 seulement) avec tourelle dorsale.
- Albemarle GT. Mk VI : Version de remorquage de planeurs du précédent, 117 exemplaires construits (Séries 2 seulement).

## En service
- Royaume-Uni : Réputé sain et agréable à piloter après suppression de la tourelle dorsale et allongement de la voilure, l’Albemarle fit une carrière discrète, effectuant honnêtement un travail obscur et parfois essentiel sans que sa production n’entrave la réalisations de programmes plus importants. Les livraisons à la RAF débutèrent seulement en janvier 1943 au No 295 Sqdn, à RAF Harwell. Outre cette unité l’Albemarle équipa les No 296, No 297 et No 570 Sqdn pour le transport de troupes, le No 511 Sqdn (transport cargo), le No 161 Sqdn (Service Spécial) et, occasionnellement, les No 271, 279, 502 et 521 Sqdn.
Les No 296 et 297 Sqdns du No 38 Wing furent les premiers à participer à une opération de guerre, l’invasion de la Sicile en juillet 1943. Le 6 juin 1944 six Albemarle du No 295 Sqdn décollèrent de Harwell pour guider les transports chargés d’emmener la 6e division aéroportée au-dessus de la Normandie. En septembre 1944 on retrouve deux unités d’Albemarle chargés de tracter les planeurs de la 1st Airborne Division sur Arnhem. Market Garden fut la dernière opération à laquelle participa le bimoteur.

- Union soviétique : En octobre 1942, l’Armée rouge passa commande de 200 exemplaires. Un No 503 Ferry Training Unit fut donc constitué à RAF Errol, près de Dundee, en Écosse, pour assurer la formation des pilotes russes, mais durant les premiers cours un appareil fut perdu avec son équipage. Le premier Albemarle destiné à l’URSS arriva à Vnukovo le 3 mars 1943, suivi de 11 autres Albemarle ST.I prélevés sur les stocks de la RAF. Deux avions furent également perdus durant le transfert depuis l’Écosse, dont un abattu par la chasse allemande. Ceci s’ajoutant aux limitations techniques de l’appareil comme avion de transport, le gouvernement soviétique fit suspendre les livraisons en mai 1943, avant d’abandonner la commande au profit d’un appareil nettement plus utile, le C-47. Les 12 Albemarle livrés à l’URSS furent utilisés jusque fin 1945 (2 avions perdus sur accident) par la 10e Division Aérienne de la Garde jusqu’en 1944 puis des unités navales jusqu’à la fin de la guerre. Le centre de formation de RAF Errol ferma en avril 1944.